# Korsholmen, Haninge kommun

Korsholmen är en ö i Dalarö socken i Haninge kommun, strax norr om Jutholmen och sydost om Dalarö. Korsholmens södra del Stenholmen utgjorde tidigare en egen ö. Korsholmen har en yta på 25 hektar.
Korsholmen har haft bofast befolkning under flera hundra år. Huvuddelen av bebyggelsen är dock fritidsfastigheter, bland annat har Carl-Axel och Monica Dominique sedan 1972 ett fritidshus på ön. 2012 fanns sju fastboende på ön. På Korsholmen ligger även Korsholmens varv. På Stensholmen, öns södra del, ligger Stenholmens fyr.